# Problepsis phoebearia
Problepsis phoebearia är en fjärilsart som beskrevs av Nicolas Grigorevich Erschoff 1870. Problepsis phoebearia ingår i släktet Problepsis och familjen mätare. Inga underarter finns listade i Catalogue of Life.